# Michelle Phan
Michelle Phan (Boston, 1987. április 11. –) vietnámi-amerikai sminkes, YouTube-on található sminkjeiről és szépségtippjeiről ismert. A Lancome szóvivője, emellett az IQQU bőrápolási termékek megalkotója és tulajdonosa.

## Életútja
Massachusettsben született vietnámi szülőktől. Szülei korán elváltak, ezután édesanyjával Kaliforniában és Floridában éltek. Michelle 12 évesen magától kezdett festeni víz- és olajfestékkel. Édesanyja kérésére azonban bőrgyógyásznak tanult a Tampa Bay Technical High Schoolban. Később sikerült meggyőznie édesanyját, hogy engedje festeni. Mivel családjának nem volt sok pénze, a tanulás mellett részmunkaidőben egy sushibárban dolgozott pincérként.

### Sminkes pályafutása
Phan 2006. július 18-án regisztrált a YouTube-ra, 2010 novemberére ő lett az első nő, akinek YouTube-csatornájára a legtöbben iratkoztak fel.
Ő sminkelhetett 2009-ben a New York-i Chris Benz divathéten és 2010-ben Michael Kors tavaszi kollekciójának bemutatóján is, és részt vehetett a Late Night Alumni együttes Finally Found című klipjének forgatásán is.

## Jótékonykodása
A tampai szexuális bántalmazottak megsegítésére részt vett egy jótékonysági divatbemutató megszervezésében 2008 szeptemberében, amit Fashion for Compassion, azaz Divat az együttérzésért néven hirdettek. Több mint 20 000 dollár gyűlt össze az áldozatok számára.

## Fordítás
- Ez a szócikk részben vagy egészben  a   Michelle Phan című angol Wikipédia-szócikk fordításán alapul.  Az eredeti cikk szerkesztőit annak laptörténete sorolja fel. Ez a jelzés csupán a megfogalmazás eredetét és a szerzői jogokat jelzi, nem szolgál a cikkben szereplő információk forrásmegjelöléseként.